# Grevinge Sogn
Grevinge Sogn er et sogn i Odsherred Provsti (Roskilde Stift).
I 1800-tallet var Grevinge Sogn et selvstændigt pastorat. Det hørte til Odsherred i Holbæk Amt. Grevinge sognekommune blev ved kommunalreformen i 1970 indlemmet i Dragsholm Kommune, der ved strukturreformen i 2007 indgik i Odsherred Kommune.
I Grevinge Sogn ligger Grevinge Kirke.
I sognet findes følgende autoriserede stednavne:
- Atterup (bebyggelse, ejerlav)
- Atterup Huse (bebyggelse)
- Egenæs Huse (bebyggelse)
- Elmely (bebyggelse)
- Engelstrup (bebyggelse, ejerlav)
- Frenderup (bebyggelse, ejerlav)
- Frenderupgård (bebyggelse)
- Grevinge (bebyggelse, ejerlav)
- Grevinge Bakker (bebyggelse)
- Grevinge Lynghuse (bebyggelse)
- Gundestrup (bebyggelse, ejerlav)
- Herrestrup (bebyggelse, ejerlav)
- Holte (bebyggelse, ejerlav)
- Lundsbo (bebyggelse)
- Lundshøjgård (bebyggelse)
- Lynghuse (bebyggelse)
- Ostrup (bebyggelse, ejerlav)
- Plejerup (bebyggelse, ejerlav)
- Plejerup Huse (bebyggelse)
- Prejlerup (bebyggelse, ejerlav)
- Præstemarken (bebyggelse)
- Skovsbo (bebyggelse)
- Sneglerup (bebyggelse, ejerlav)
- Torrendrup (bebyggelse, ejerlav)